# Christa Strobel
Christa Strobel, auch: Christa Mertins (* 20. März 1924 in Oberschlesien; † 6. August 2018) war eine deutsche Schauspielerin.

## Leben
Ihre Schauspielausbildung absolvierte Christa Strobel an der Schauspielschule „Änne Schönstedt“ in Berlin. Theater spielte sie in Wilhelmshaven (1989/1990), Köln (1988/1989, 1991/1992 und 1995/1996), Dinslaken (1994/1995, 1998/1999), Bonn (1992/1993, 1997/1998 und 1999/2000) und Würzburg (2003).
Zahlreiche Rollen hatte sie in Film- und Fernsehproduktionen. Von 2005 bis 2006 (Folge 2545 bis Folge 2629) spielte Christa Strobel die Rolle der „Mimi Baxter“ in der ARD-Soap „Verbotene Liebe“. 2010 verstarb diese Rolle im Off. Am Theater der Keller in Köln wirkte sie 2007 im Stück „Drei Schwestern“ und 2009 in „Ich trage den alten Mantel, aber er hält noch“ mit.
Strobel lebte zuletzt in Köln. Sie verstarb 2018 im Alter von 94 Jahren. Auf ihren Wunsch hin wurde sie anonym bestattet.

## Filmografie (Auswahl)
- 1987/2004 Lindenstraße – (jeweils in Nebenrollen)
- 1993: Texas – Doc Snyder hält die Welt in Atem
- 1995: Nich’ mit Leo
- 1995: Die Wache (Folge: Tanzstunden)
- 1996: Der Venusmörder
- 1996: Schwarz greift ein
- 1997: Mit einem Bein im Grab
- 1998: Balko (Folge: Der sechste Tag)
- 2000: Nesthocker – Familie zu verschenken (Folge: Reif für die Insel)
- 2000: Verbotene Liebe
- 2002: Die Wache
- 2003: Tatort – Schattenlos
- 2003: Die Anrheiner (als Roswitha Müller; Folge 304–308)
- 2003: SK Kölsch
- 2004: Tatort – Verraten und verkauft
- 2004: Kammerflimmern
- 2005: Tatort – Schürfwunden
- 2005: Verbotene Liebe
- 2010: Eine wie keine
- 2010: Danni Lowinski
- 2012: Pastewka – (Fernsehserie, Der Masseur)

## Hörspiele
- 1999: Ken Follett: Die Säulen der Erde – Regie: Leonhard Koppelmann (Hörspiel (9 Teile) – WDR)